# Peter von Haller
Peter von Haller (* 26. Juni 1961 in München) ist ein deutscher Kameramann.

## Leben
Aufgewachsen ist von Haller in Kempten im Allgäu und besuchte dort das Allgäu-Gymnasium Kempten. Nach seinem Abitur studierte er Kunstgeschichte, Philosophie und Psychologie an der Ludwig-Maximilians-Universität in München.
Nachdem er 1985 ein Praktikum in den Bavaria Ateliers in den Abteilungen Produktion, Schnitt, Ausstattung und Kamera absolviert hatte, sammelte er erste Erfahrungen als Materialassistent und später als Kameraassistent bei Joseph Vilsmaier und Gernot Roll. 1988 folgten erste eigene Kurzfilme. Seit 1992 ist er als freischaffender Kameramann tätig. Er ist Mitglied im Berufsverband Kinematografie (BVK) und der Deutschen Filmakademie.

## Filmografie

### Kino
- 1995: Ahoj (Kurzfilm) – Regie: Steffen Schäffler und Annette Schäffler
- 1995: Wia die Zeit vergeht – Regie: Dana Vávrová und Joseph Vilsmaier
- 1997: Hunger – Sehnsucht nach Liebe – Regie: Dana Vávrová
- 1998: Die Siebtelbauern – Regie: Stefan Ruzowitzky
- 1999: Straight Shooter – Regie: Thomas Bohn
- 2000: Anatomie – Regie: Stefan Ruzowitzky
- 2000: Der Bär ist los! – Regie: Dana Vávrová
- 2000: Komm, süßer Tod – Regie: Wolfgang Murnberger
- 2001: Auf Herz und Nieren – Regie: Thomas Jahn
- 2003: Das fliegende Klassenzimmer – Regie: Tomy Wigand
- 2004: Silentium – Regie: Wolfgang Murnberger
- 2005: Siegfried – Regie: Sven Unterwaldt
- 2006: 7 Zwerge – Der Wald ist nicht genug – Regie: Sven Unterwaldt
- 2009: Hexe Lilli – Der Drache und das magische Buch – Regie: Stefan Ruzowitzky
- 2009: Der Knochenmann – Regie: Wolfgang Murnberger
- 2010: Nanga Parbat – Regie: Joseph Vilsmaier in Zusammenarbeit mit Reinhold Messner
- 2010: Otto’s Eleven – Regie: Sven Unterwaldt
- 2011: Mein bester Feind – Regie: Wolfgang Murnberger
- 2011: Der Verdingbub – Regie: Markus Imboden
- 2012: Die Schatzritter und das Geheimnis von Melusina – Regie: Laura Schroeder
- 2012: Das Pferd auf dem Balkon – Regie: Hüseyin Tabak
- 2015: Das ewige Leben – Regie: Wolfgang Murnberger
- 2016: Der Hund begraben – Regie: Sebastian Stern
- 2017: Maria Mafiosi  – Regie: Jule Ronstedt

### Fernsehen
- 1998: Kein Mann für eine Nacht – Regie: Thomas Bohn
- 2000: Models – Regie: Mark von Seydlitz
- 2002: Verlorenes Land
- 2002: Was ist bloß mit meinen Männern los? Regie: Reto Salimbeni
- 2003: Ein Vater für Klette – Regie: Peter Kahane
- 2004: Die Heilerin – Regie: Holger Barthel
- 2004: Tatort – Der Wächter der Quelle – Regie: Holger Barthel
- 2006: Trau’ niemals deinem Schwiegersohn! Regie: Michael Kreihsl
- 2006: Tatort – Tödliches Vertrauen – Regie: Holger Barthel
- 2007: Die Rosenkönigin – Regie: Peter Weck
- 2007: Tatort – Tödliche Habgier – Regie: Wolfgang Murnberger
- 2008: Der russische Geliebte – Regie: Ulrich Stark
- 2008: Der Tote in der Mauer – Regie: Markus Imboden
- 2008: Die Heilerin 2 – Regie: Holger Barthel
- 2009: Bella Block: Das Schweigen der Kommissarin (Zweiteiler) – Regie: Markus Imboden
- 2009: Mörder auf Amrum – Regie: Markus Imboden
- 2009: Das Haus ihres Vaters – Regie: Matthias Tiefenbacher
- 2009: Meine Tochter nicht – Regie: Wolfgang Murnberger
- 2011: Mörderisches Wespennest – Regie: Markus Imboden
- 2012: Tod einer Brieftaube – Regie: Markus Imboden
- 2012: Mörderische Jagd
- 2013: Alles Schwindel – Regie: Wolfgang Murnberger
- 2013: Wer hat Angst vorm weißen Mann? – Regie: Wolfgang Murnberger
- 2014: Mord in Aschberg
- 2014: Landkrimi – Steirerblut – Regie: Wolfgang Murnberger
- 2015: Luis Trenker – Der schmale Grat der Wahrheit – Regie: Wolfgang Murnberger
- 2014: Seitensprung – Regie: Sabine Boss
- 2015: Kleine große Stimme – Regie: Wolfgang Murnberger
- 2016: Tatort – Klingelingeling – Regie: Markus Imboden
- 2016: Kästner und der kleine Dienstag – Regie: Wolfgang Murnberger
- 2017: Schnitzel geht immer – Regie: Wolfgang Murnberger
- 2018: Landkrimi – Steirerkind – Regie: Wolfgang Murnberger
- 2018: Nichts zu verlieren – Regie: Wolfgang Murnberger
- 2018: Keiner schiebt uns weg – Regie: Wolfgang Murnberger
- 2018: Landkrimi – Achterbahn – Regie: Wolfgang Murnberger
- 2019: Landkrimi – Steirerkreuz – Regie: Wolfgang Murnberger
- 2020: Zimmer mit Stall – Die Waschbären sind los – Regie: Michaela Kezele
- 2020: Schönes Schlamassel – Regie: Wolfgang Murnberger
- 2020: Landkrimi – Steirerwut – Regie: Wolfgang Murnberger
- 2021: Landkrimi – Steirertod – Regie: Wolfgang Murnberger
- 2021: Landkrimi – Steirerrausch – Regie: Wolfgang Murnberger
- 2021: Zimmer mit Stall – Schwiegermutter im Anflug – Regie: Sebastian Stern
- 2021: Zimmer mit Stall – Schwein gehabt – Regie: Michaela Kezele
- 2022: Landkrimi – Steirerstern – Regie: Wolfgang Murnberger
- 2022: Landkrimi – Steirergeld – Regie: Wolfgang Murnberger
- 2022: Sayonara Loreley (Fernsehfilm) – Regie: Wolfgang Murnberger
- 2023: Landkrimi – Steirerangst – Regie: Wolfgang Murnberger
- 2023: Tatort: Game Over – Regie: Lancelot von Naso
- 2023: Landkrimi – Steirerschuld – Regie: Wolfgang Murnberger
- 2024: Landkrimi – Steirergift – Regie: Wolfgang Murnberger
- 2024: Landkrimi – Steirermord – Regie: Wolfgang Murnberger
- 2025: Tatort: Charlie – Regie: Lancelot von Naso

## Auszeichnungen
- 2015: Romy in der Kategorie Beste Kamera TV-Film für Landkrimi – Steirerblut[2]